# Ole Lamm
Ole Albert Lamm, född 25 december 1902 i Göteborg, död 14 augusti 1964 i Oscars församling, Stockholm, var en svensk kemist. Lamm var fysikalisk kemist och forskade bland annat kring diffusions- och sedimentationsfenomen.
Lamm var doktorand hos nobelpristagaren The Svedberg vid Uppsala universitet och disputerade 1937 på doktorsavhandlingen Measurements of concentration gradients in sedimentation and diffusion by refraction methods: Solubility properties of potato starch. Han gjorde i samband med detta såväl experimentella som teoretiska insatser inom området. Han är upphovsman till Lamms ekvation, som beskriver koncentrationsfördelningen till följd av sedimentation och diffusion vid ultracentrifugering i typiska sektorformade celler. Han utvecklade också den Lammska skalmetoden för att observera sedimention i en ultracentrifug.
1931-1938 var han också verksam inom försvarets gasskyddsforskning, som delvis skedde vid institutionen för fysikalisk kemi i Uppsala, innan Försvarsväsendets kemiska anstalt bildades 1937.
Lamm blev 1945 professor i teoretisk kemi vid Kungliga Tekniska högskolan; 1953 ändrades professurens beteckning till fysikalisk kemi på Lamms initiativ. Under perioden från 1945 baserade sig delar av Lamms forskning på utnyttjandet av radioaktiva istoper för olika typer av mätningar.
Lamm invaldes 1957 som ledamot av Ingenjörsvetenskapsakademien och blev 1958 ledamot av Kungliga Vetenskapsakademien. Vid sin 60-årsdag tillägnades han en festskrift av forskarkollegor.
Efter att Lamm oväntat avled 1964 sköttes professuren under några år av Sture Forsén och Erik Forslind innan Gunnar Wettermark blev ny ordinarie professor i fysikalisk kemi 1968.